# The Man on the Box
The Man on the Box er en amerikansk stumfilm fra 1914.

## Medvirkende
- Max Figman som Bob Warburton
- C.F. Le None som Scout
- Fred Montague som Raleigh
- Fred L. Wilson som Jack Warburton
- Betty Johnson som Nancy Warburton